# André Declerck
André Declerck (Koekelare, 27 augustus 1919 - Roeselare, 13 september 1967) was een Belgische wielrenner. Hij was beroepsrenner van 1939 tot 1954.

## Belangrijkste overwinningen
1939
- Nationaal kampioen bij de onafhankelijken
- Gent-Wevelgem

1943
- Elfstedenronde

1949
- Omloop Het Volk
- Gullegem Koerse
- Nationale Sluitingsprijs
- Etappes in de Ronde van België
- Omloop der Vlaamse Gewesten
- Ronde van Marokko ( twee ritten )

1950
- Omloop Het Volk

1951
- Kuurne-Brussel-Kuurne

1953
- Omloop Mandel-Leie-Schelde

In totaal behaalde André Declerck een dertigtal overwinningen bij de beroepsrenners.

## Resultaten in voornaamste wedstrijden
| Jaar | Milaan-San Remo | Ronde van Vlaanderen | Parijs-Roubaix | Luik-Bast.‑Luik | Gent-Wevelgem | Parijs-Brussel |
| ---- | --------------- | -------------------- | -------------- | --------------- | ------------- | -------------- |
| 1939 |                 |                      |                |                 | Goud          |                |
| 1942 |                 | 6e                   |                |                 |               |                |
| 1943 |                 |                      |                | 9e              |               |                |
| 1944 |                 |                      | 41e            |                 |               |                |
| 1945 |                 |                      |                |                 | Brons         |                |
| 1946 |                 |                      | 13e            |                 |               | Brons          |
| 1948 |                 |                      | 41e            |                 |               | 8e             |
| 1949 |                 | 6e                   | 6e             |                 | Zilver        |                |
| 1950 |                 |                      | 7e             | 5e              | Brons         | 9e             |
| 1951 |                 | 9e                   | 4e             |                 |               | 7e             |
| 1952 | 24e             |                      | 12e            | 52e             | 16e           | 50e            |